# Nati nel 1248
| Questa pagina contiene informazioni ricavate automaticamente dalle voci biografiche con l'ausilio del template Bio e di un bot. L'aggiornamento è periodico e automatico e ricostruisce completamente la pagina. Se manca una persona in questa lista, sei pregato di non aggiungerla, ma accertati piuttosto che la sua voce biografica contenga il template Bio e che i dati anagrafici siano correttamente compilati. Se il template Bio manca, inseriscilo tu stesso o, in alternativa, metti l'avviso {{tmp\|Bio}} che ne segnala la mancanza. Se i dati riportati sono sbagliati, correggi direttamente la voce biografica; le modifiche saranno visibili in questa lista entro pochi giorni. Per chiarimenti vedi il progetto biografie. La lista contiene solo le 7 persone che sono citate nell'enciclopedia e per le quali è stato implementato correttamente il template Bio. Pagina aggiornata al 7 gen 2025. |

- 24 agosto - Bartolomeo di Capua, nobile e giurista italiano († 1328)
- Abu Said Faraj, nobile arabo († 1320)
- Angela da Foligno, mistica italiana († 1309)
- Bianca d'Artois, contessa († 1302)
- Joseph ben Abraham Gikatilla, rabbino e religioso spagnolo († 1305)
- Eulogìa Lascaris, principessa bizantina († 1307)
- Roberto II di Borgogna, duca († 1306)